# Etapa de Goiânia da Fórmula Truck

Mapa do autódromo.

A  Etapa de Goiânia da Fórmula Truck é um dos circuitos tradicionais da Fórmula Truck, realizada no Autódromo Internacional Ayrton Senna, em Goiânia, Goiás.
A Truck realiza provas em Goiânia desde 1996, nesta primeira prova a vitória foi de Renato Martins.

## Campeões
- 1996 - Renato Martins - Scania
- 1996 - Sérgio Drugovich - Scania
- 1998 - Renato Martins - Scania
- 1999 - Jorge Fleck - Volvo